# Rhynchoticida
Rhynchoticida är ett släkte av steklar. Rhynchoticida ingår i familjen gallglanssteklar.
Kladogram enligt Catalogue of Life:
| Rhynchoticida | \| \| Rhynchoticida caudata \| \| \| \| \| \| Rhynchoticida frenalis \| \| \| \| \| \| Rhynchoticida maai \| \| \| \| \| \| Rhynchoticida ovivora \| \| \| \| \| \| Rhynchoticida tridens \| \| \| \| |
|               | \| \| Rhynchoticida caudata \| \| \| \| \| \| Rhynchoticida frenalis \| \| \| \| \| \| Rhynchoticida maai \| \| \| \| \| \| Rhynchoticida ovivora \| \| \| \| \| \| Rhynchoticida tridens \| \| \| \| |
|               | Rhynchoticida caudata |
|               | |
|               | Rhynchoticida frenalis |
|               | |
|               | Rhynchoticida maai |
|               | |
|               | Rhynchoticida ovivora |
|               | |
|               | Rhynchoticida tridens |
|               | |